# Bellevueparken

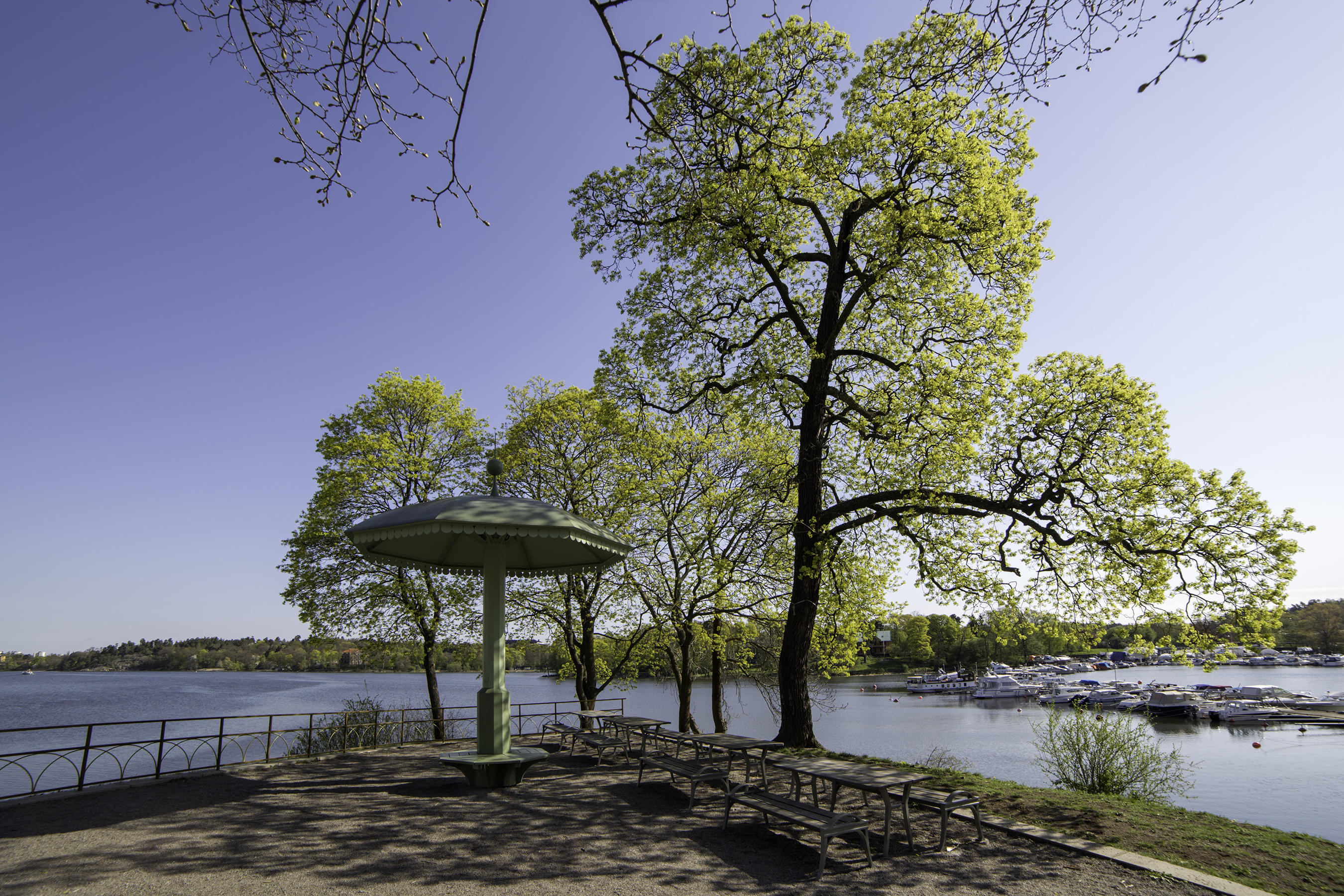
Parken vid Brunnsviken med Pipers parasoll på våren 2015.

Bellevueparken ligger i  Vasastan, Stockholm. Den begränsas i norr av Brunnsviken och i söder av Cedersdalsgatan och Wenner-Gren Center. Bellevueparken är en del av Nationalstadsparken.  Namnet (bellevue = vacker utsikt på franska) är passande; från Bellevueparkens högsta punkt har man en god och vidsträckt utsikt över Brunnsviken. 

## Historia

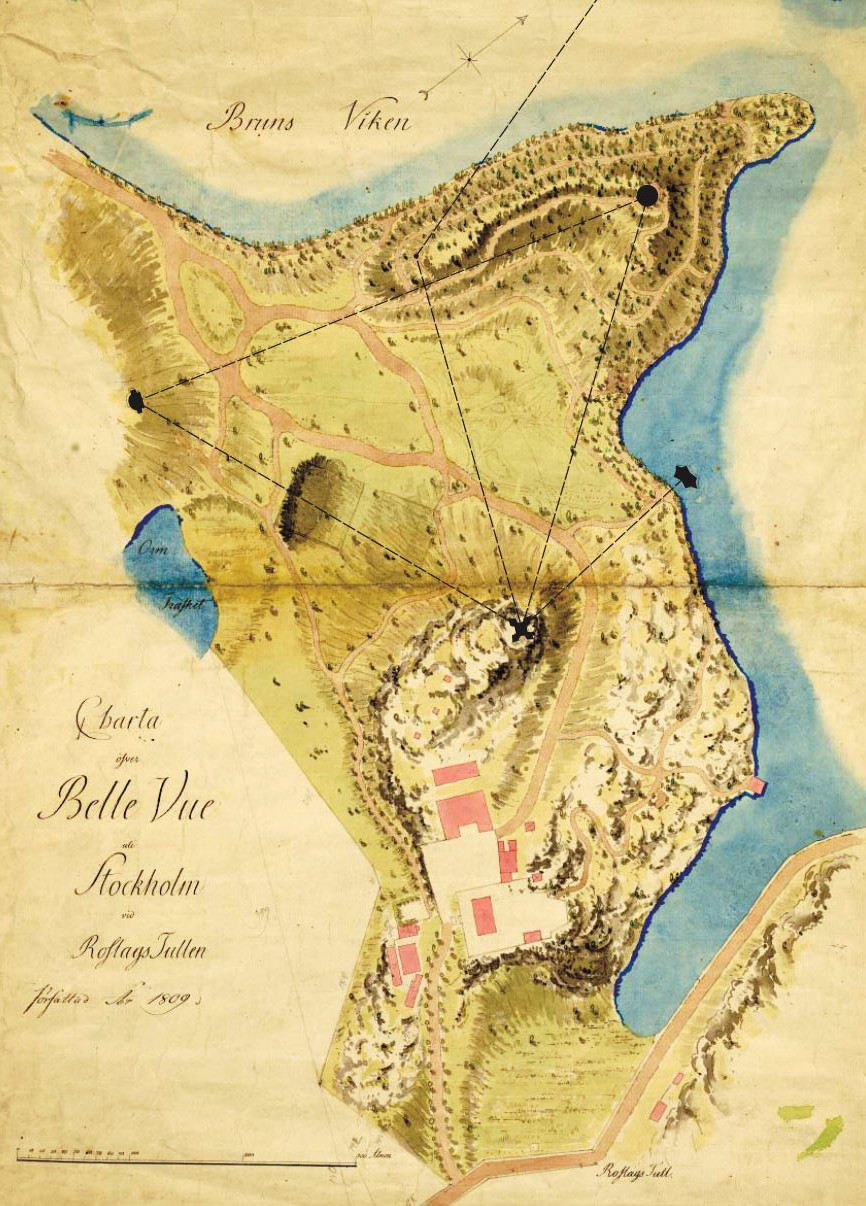
Hieronymus von der Burgs karta, 1809.

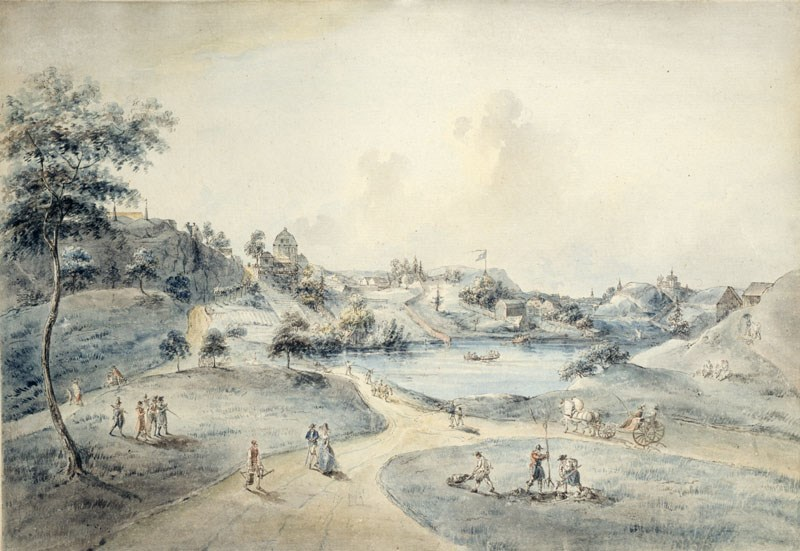
Bellevue, sett från Hagaparken med Observatoriet (Stockholms gamla observatorium) i bakgrunden på 1780-talet. Akvarellerad konturetsning av Johan Fredrik Martin.

Bellevueparken är anlagd av arkitekt Fredrik Magnus Piper som även planerade Hagaparken. Stilen är en engelsk park och bjuder på slingrande stigar, dungar, trädridåer, alléer och öppna gröna områden. Dessutom finns där 200 år gamla lindar och sällsynta medicinalväxter. 
Högsta punkten i parken är Bellevuehöjden. Här ligger Paschs malmgård, hovmålaren Johan Paschs malmgård från 1757. Platsen hade stor betydelse i gestaltandet av den engelska landskapsparken. Högst upp på Bellevuehöjden lät Pasch uppföra tre obelisker med vimplar på toppen. De finns inte kvar längre men syns på en illustration av Johan Fredrik Martin från 1780-talet. Efter Paschs död gavs gården av hans änka 1770 till systrarna Anna Lovisa och Johanna Gustava Rehn, som senare bytte bort gården till sin far, Jean Eric Rehn.
År 1782 sålde han den till överståthållaren i Stockholm, baron Carl Sparre. Han gav parken namnet "Bellevue". Efter Sparres död köpte Gustav III sommarnöjet av dennes arvingar, och gav det till sin bror hertig Karl, i syfte att den skulle ha sitt eget sommarnöje i Hagas närhet på dennes födelsedag 7 oktober 1791. Gustav III hade dock inte löst Sparres skulder på Bellevue, och hertig Karl, som visserligen letat ett sommarnöje i Stockholms närhet, men hittills funnit alla erbjudanden mer än väl dyra, konstaterade snabbt att skulderna var större än Bellevues värde, och återlämnade gåvan, något som till en början sårade brodern. 
Bellevue kom därefter att läggas under Haga. På 1830-talet bedrevs av Charlotta Hilfling silkesodling i byggnaderna under beskydd av kronprinsessan Josefina, och parken planterade med mullbärsträd, men silkesodlingen visade sig mindre lyckad och nedlades efter några decennier.
Under senare delen av 1800-talet förändrades området. Vattennivån i Brunnsviken sänktes med 1,25 meter, en järnvägslinje (Värtabanan) och Brunnsviksvägen byggdes tvärs genom parken. Terrängen är starkt kuperad, 1879 hölls därför här Sveriges första skidtävling. På grund av sitt strategiska läge anlades i början av 1940-talet Bellevueparkens luftvärnsställning på Bellevuehöjden.
På Hieronymus von der Burgs Charta öfver BelleVue uti Stockholm vid Roslags Tullen författad år 1809 kan man se Pipers, Sparres och kanske även Gustav III:s idéer för gestaltningen av Bellevueparken med koppling till Hagaparken. På kartan framgår bland annat siktlinjer (som är senare inlagda) mellan ett kastell på Bellevuehöjden ut till ett rundtempel på udden längst i norr, en utsiktsplats i väster och en farkost i Brunnsvikens vatten. Inget blev realiserat men det existerar ritningar för ett kastell på Bellevuehöjdens bergsklack samt ett rundtempel på udden.

## Upprustning
I samband med byggandet av Norra Länken fick dåvarande Vägverket 2009 tillstånd att schakta inom parkens del bakom Wenner-Gren Center. Markägaren, Stockholms stad, tog då fram en plan för att återställa parkmarken och samtidigt återskapa flera av de bärande idéerna till Pipers intentioner, vilka delvis gått förlorade genom åren. Målsättningen har varit att rusta upp parken i överensstämmelse med det historiska parklandskapet. Som kompensation för ingreppet avsattes 10 miljoner kronor. Bland annat anlades nya promenadvägar och en södra pelouse samt träd planterades i enlighet med hur det såg ut på 1700-talet. Stallbyggnaderna vid Paschs malmgård på Bellevuehöjden restaurerades samtidigt.

## Stockholms brevduveklubb
Stockholms brevduveklubb har sitt duvslag med brevduvor på Bellevuehöjden nära Paschs malmgård. Klubben grundades 1911 och hyr sedan dess en del av parken bakom malmgårdens stallbyggnader. Mot bergsbranten i väster finns själva duvslaget så att duvorna kommer ut på bra höjd. Enligt en utredning av Stockholms stad om Bellevueparken år 2009 är duvslaget på Bellevuehöjden ”nedgånget och illa skött”, det ”skräpar dessutom ner i parken och föreslås avvecklas”.

## Sevärdheter
- Paschs malmgård från 1757.
- Carl Eldhs Ateljémuseum ritad 1918–1919 av Ragnar Östberg.
- Bellevueparkens luftvärnsställning från andra världskriget.

## Bildgalleri

### Byggnader i parken

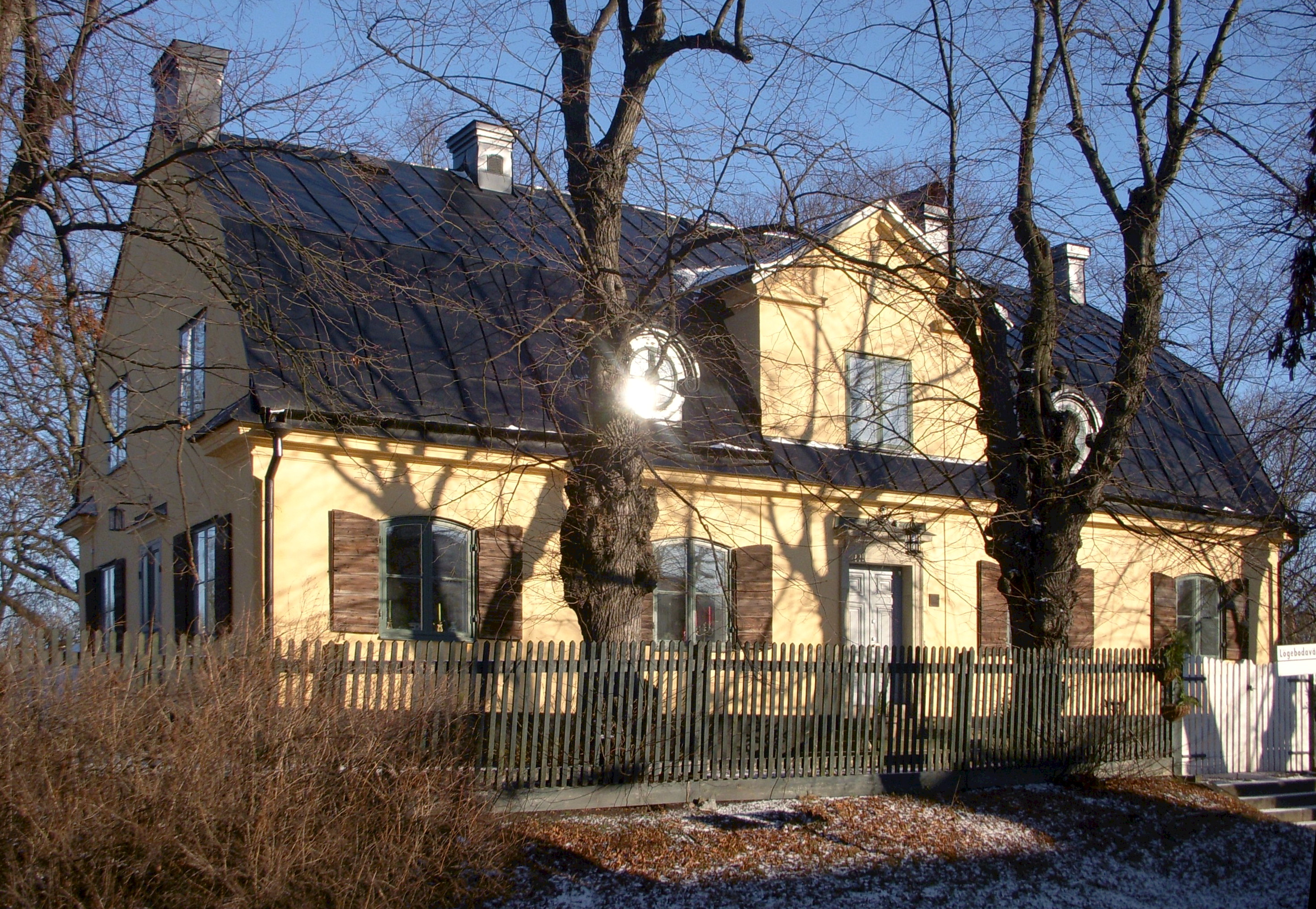
Paschs malmgård.
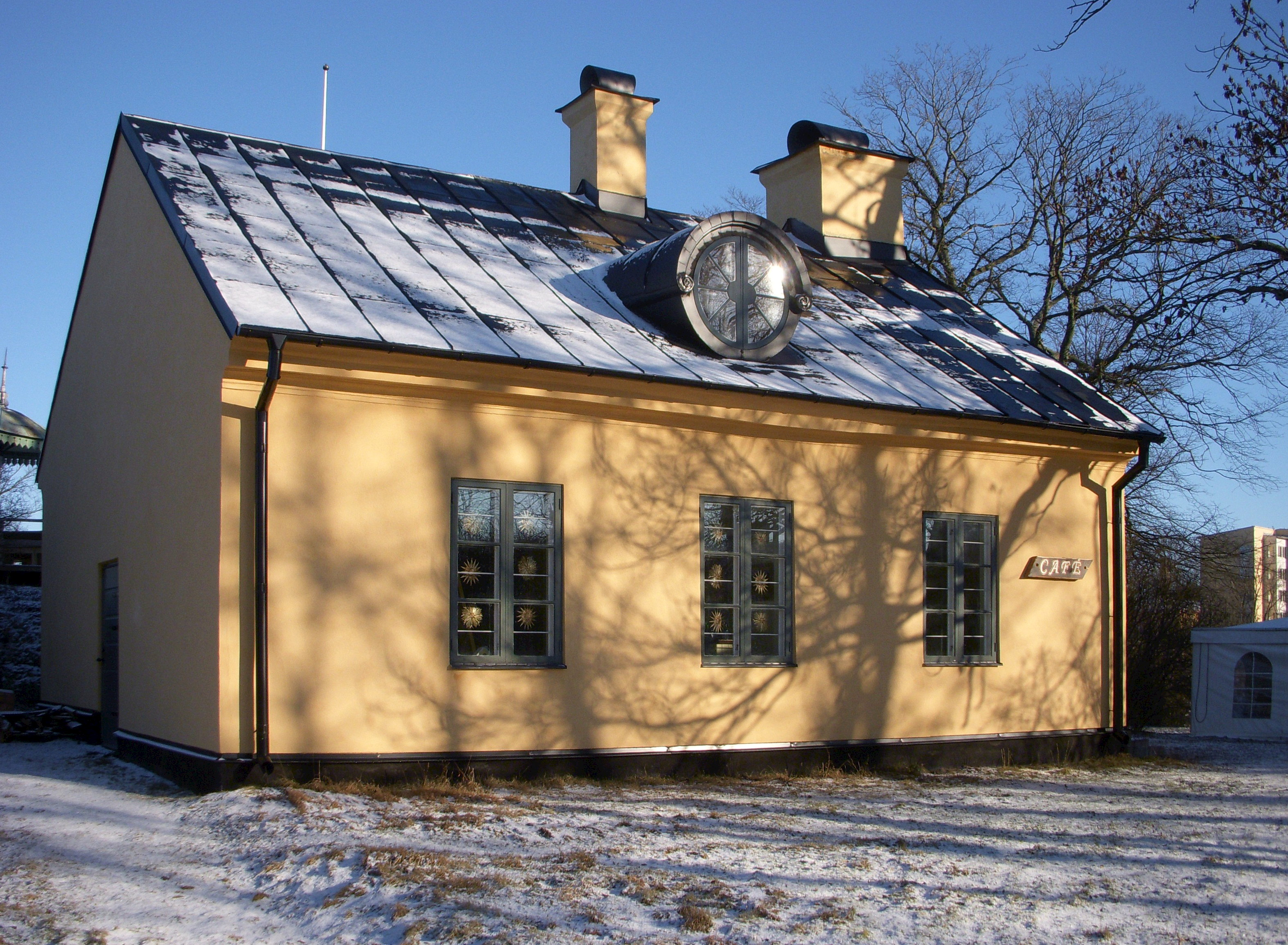
Paschs malmgård, flygelbyggnad.
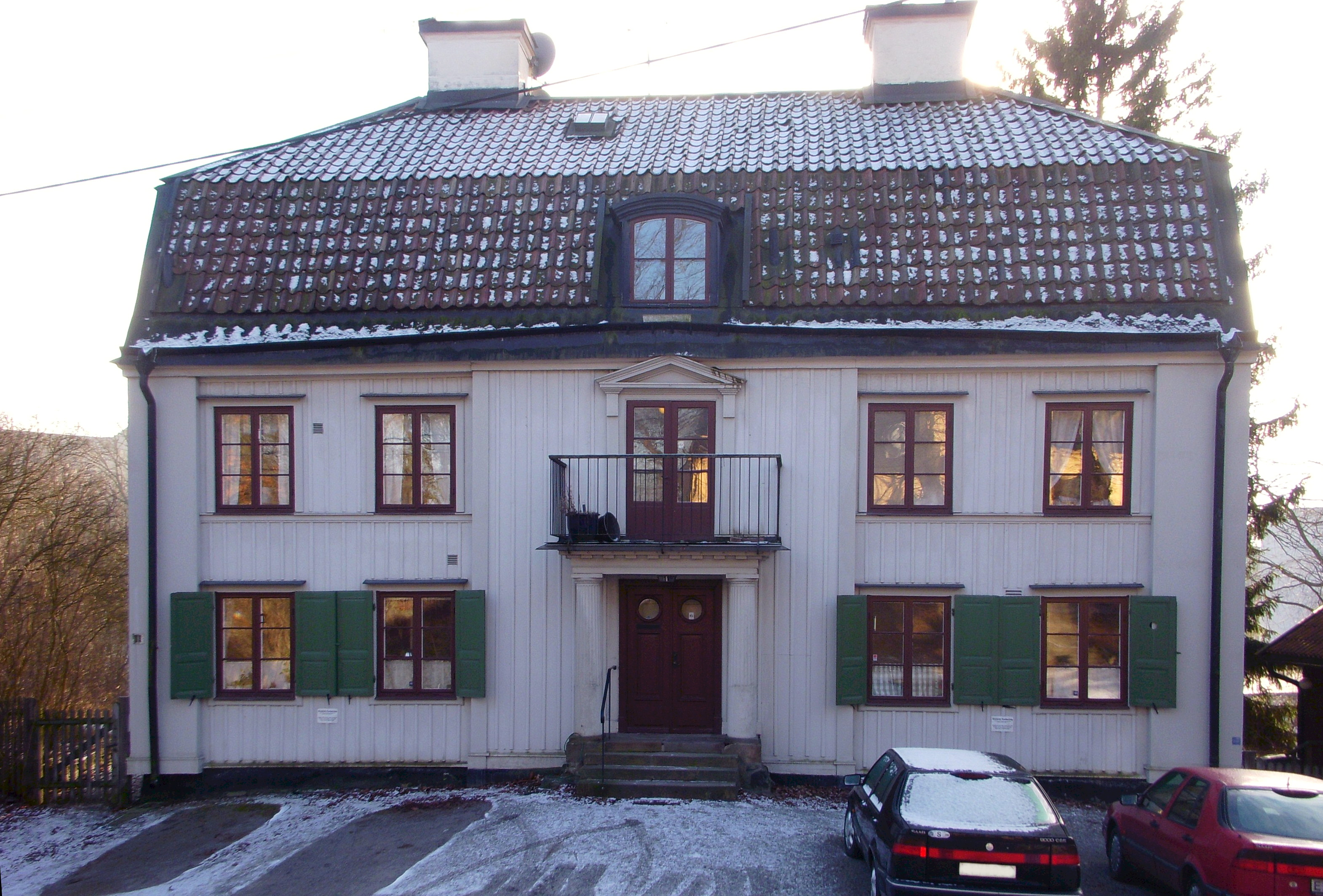
"Sparres Träslott".
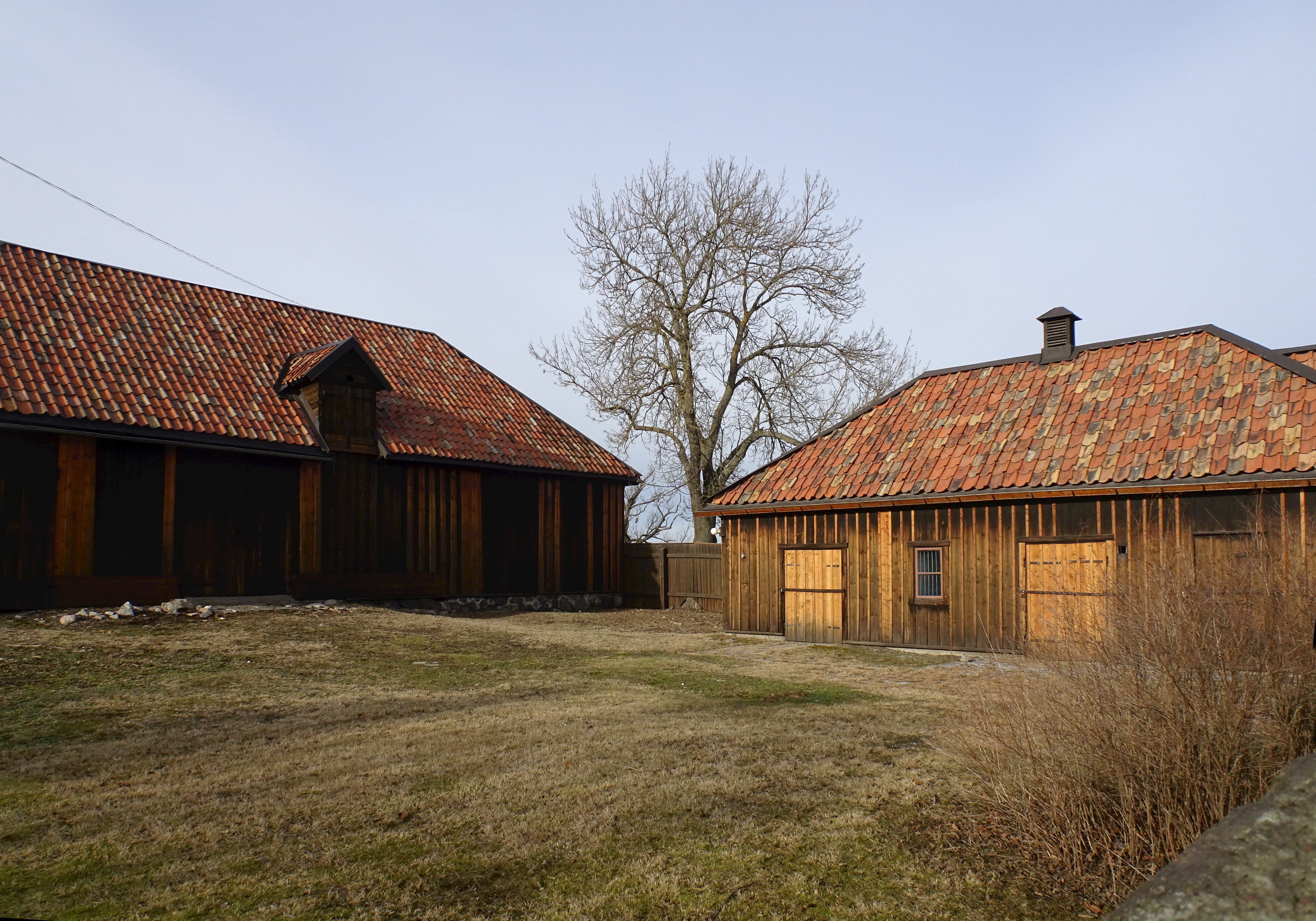
Stallbyggnaderna vid malmgården.
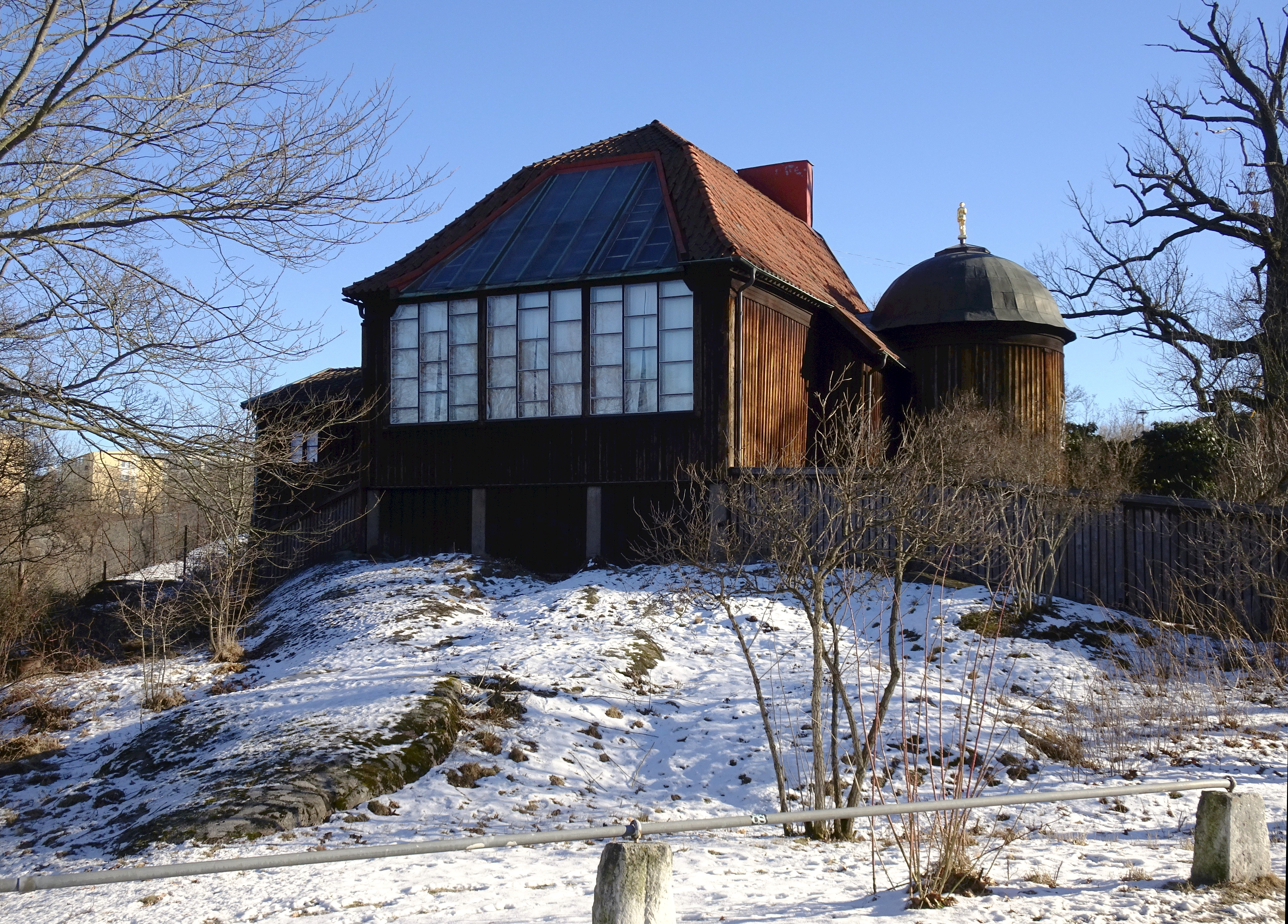
Carl Eldhs ateljémuseum.

### Parken

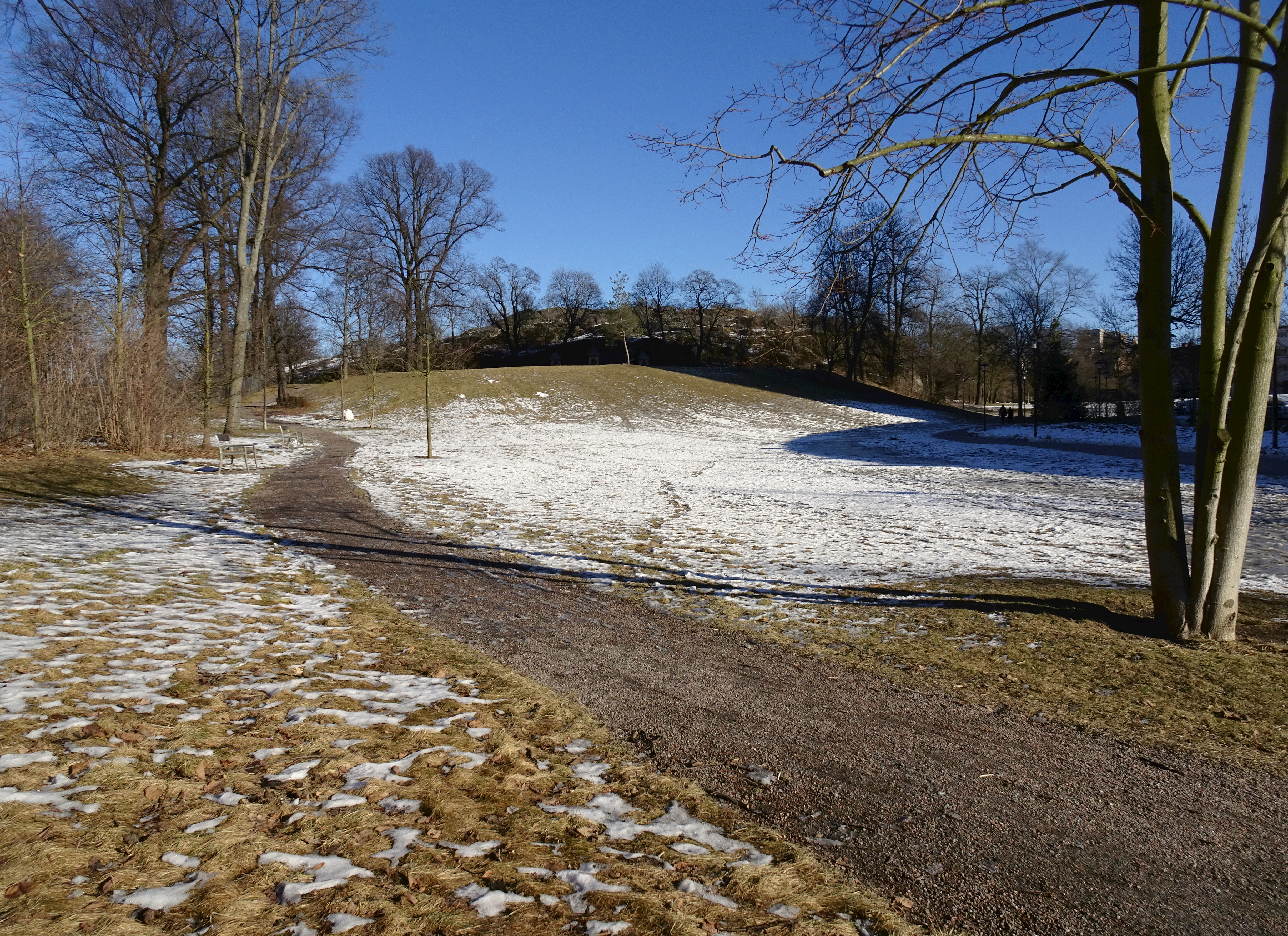
Den nyanlagda Södra pelousen.
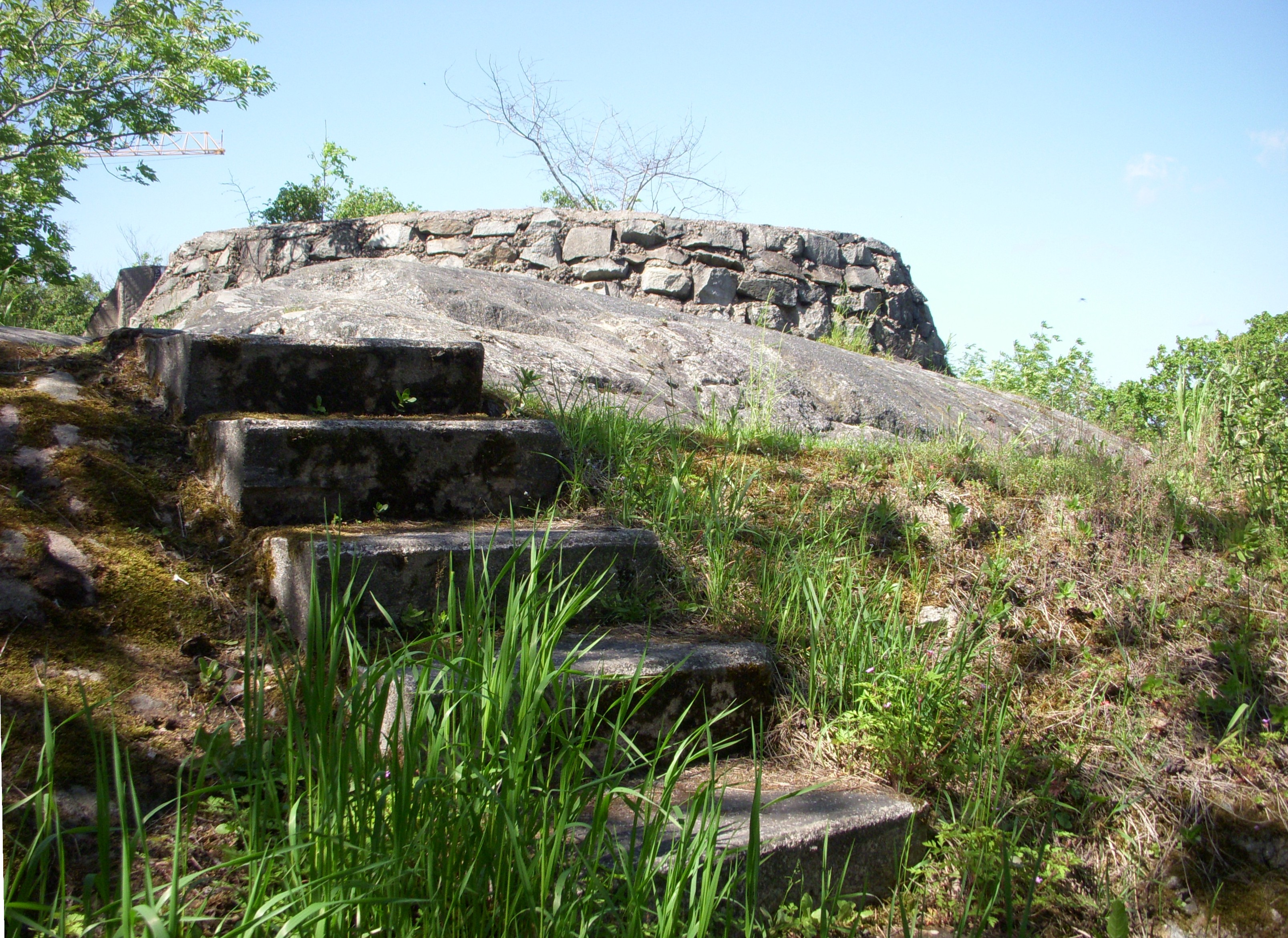
Bellevueparkens luftvärnsställning.
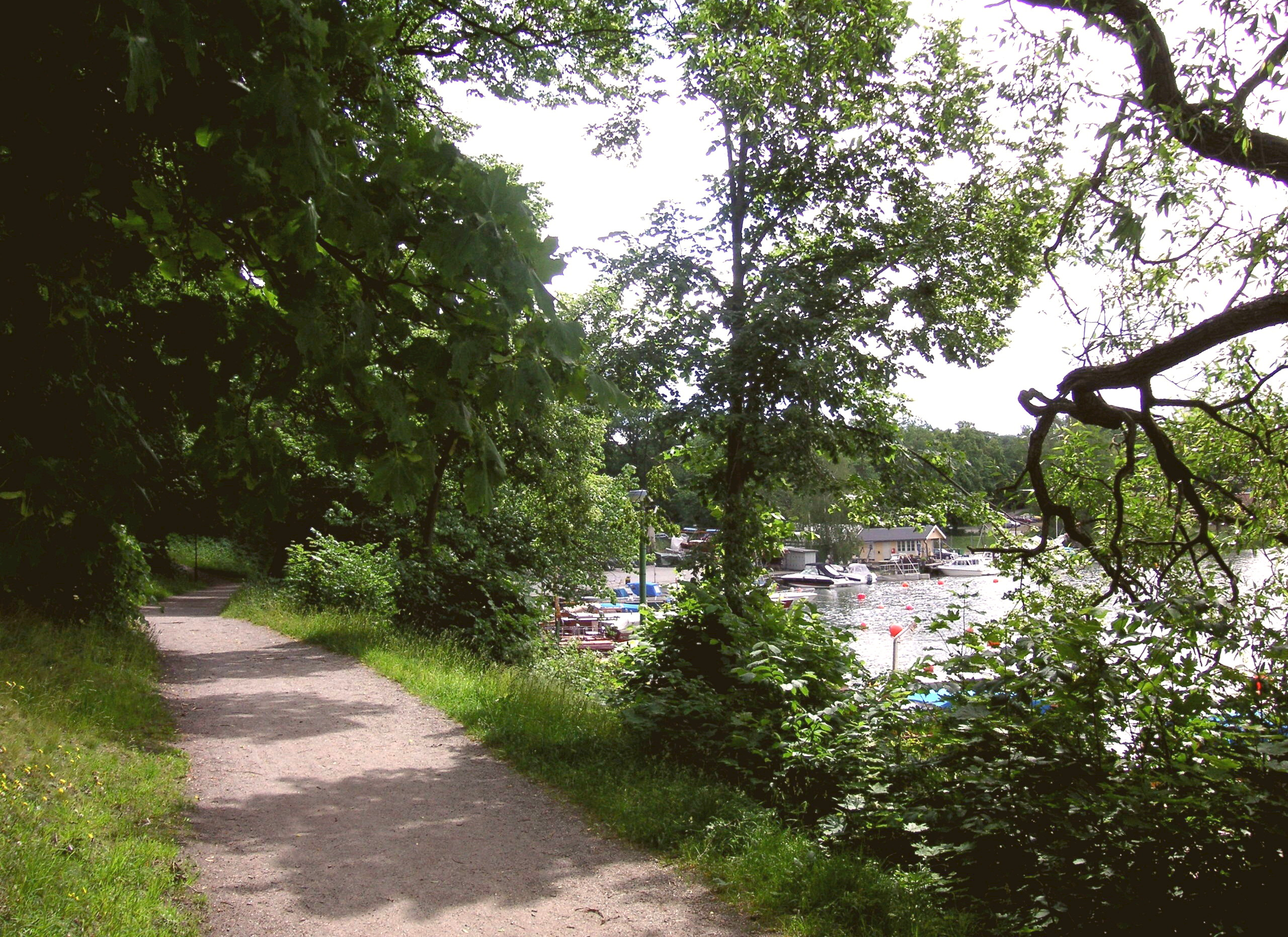
Promenadstigen vid Brunnsviken.
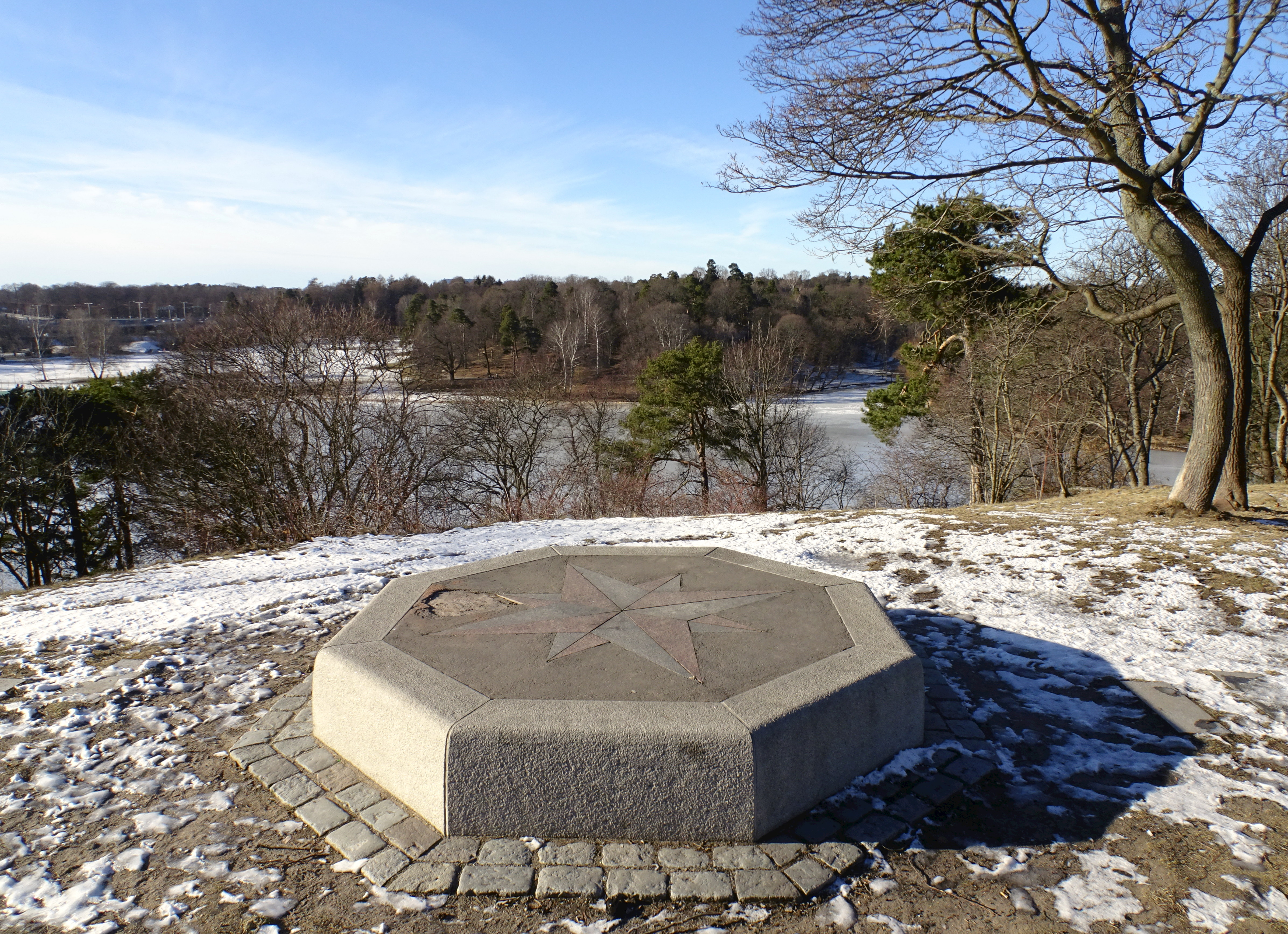
Utsiktspunkten på norra udden.
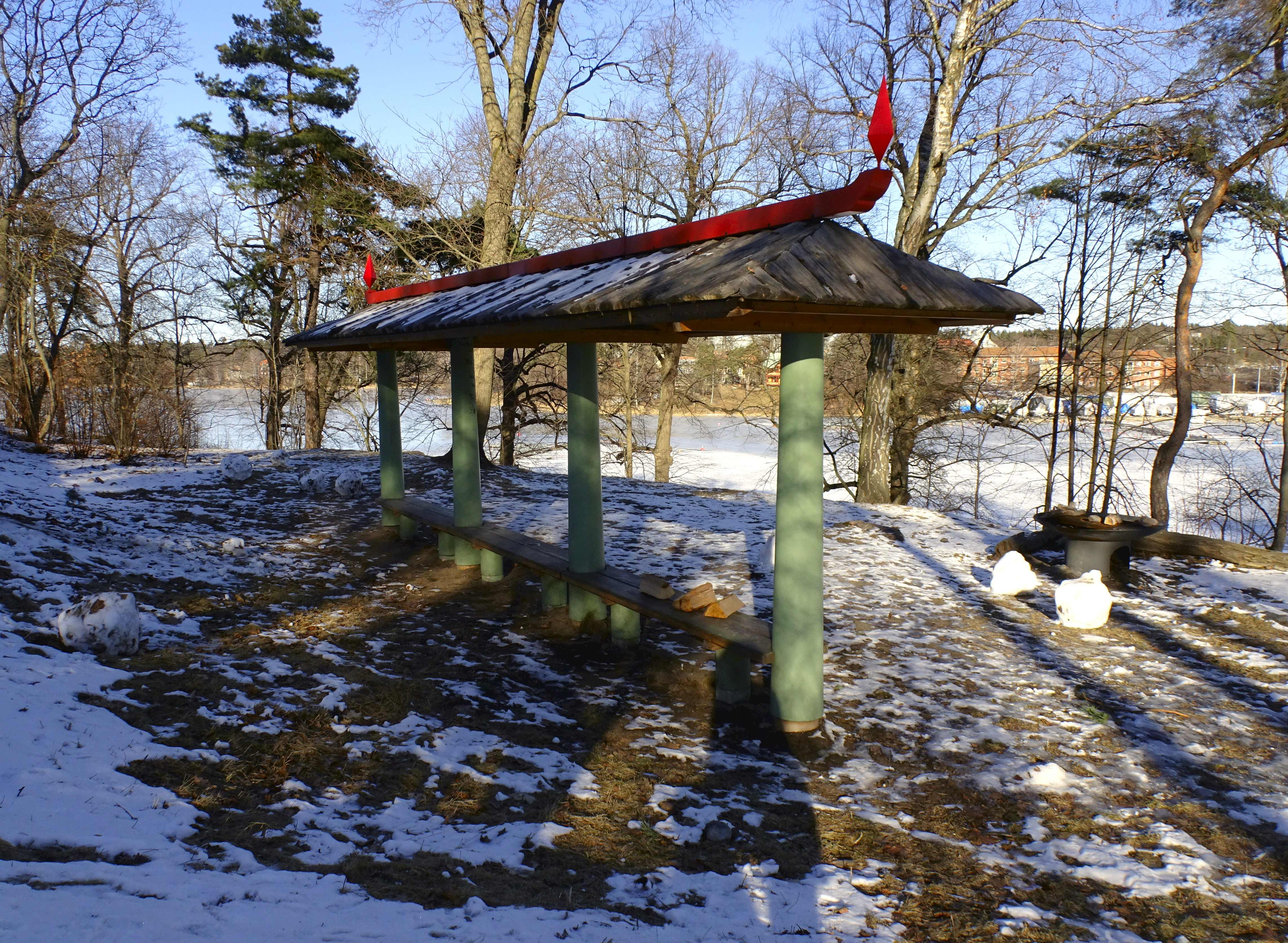
Grillplats på norra udden.